# Нгуен Тьен Минь
Нгуен Тьен Минь (вьет. Nguyễn Tiến Minh); род. 12 февраля 1983 года, Хошимин, Вьетнам) — вьетнамский бадминтонист, участник трёх летних Олимпийских игр, бронзовый призёр чемпионата мира 2013 года в одиночном разряде, трёхкратный бронзовый призёр Игр Юго-Восточной Азии, многократный чемпион Вьетнама.

## Спортивная биография
Заниматься бадминтоном Нгуен начал в 11 лет. На чемпионате мира 2005 года Нгуен Тьен Минь в упорной борьбе смог преодолеть первый раунд, победив немецкого бадминтониста Марка Цвиблера 15:13, 17:16, но во втором раунде вьетнамец ничего не смог противопоставить датчанину Петеру Гаде 4:15, 6:15. На летних Азиатских играх 2006 года Нгуен уже в первом раунде одиночного разряда уступил индонезийскому бадминтонисту Симону Сантосо 16:21, 19:21. В командном турнире Нгуен из четырёх поединков (два в одиночном и два в парном) выиграл только один матч у представителя Таиланда Бунсака Понсана, а сборная Вьетнама, уступив в обеих матчевых встречах, заняла последнее третье место в группе и выбыла из борьбы за медали. В том же году на чемпионате мира в Мадриде Тьен Минь пробился во второй раунд, где уступил третьему сеяному китайцу Чэнь Цзиню 16:21, 13:21. На чемпионате мира 2007 года Нгуен вновь в первом раунде проиграл индонезийцу Сантосо и выбыл из турнира. Первую значимую личную награду Тьен Минь завоевал на Играх Юго-Восточной Азии 2007 года, дойдя до полуфинала соревнований, где он в трёх партиях уступил титулованному Тауфику Хидаяту и стал обладателем бронзовой медали Игр. 1 мая 2008 года был опубликован квалификационный мировой рейтинг, по результатам которого Нгуен Тьен Минь, занимавший в нём 35-е место, получил право выступить на летних Олимпийских играх.
На Олимпийских играх 2008 года в Пекине Нгуен Тьен Минь стартовал сразу со второго раунда. Соперником вьетнамца стал представитель Китайского Тайбэя Се Юйсин. Матч продолжался три партии и завершился поражением Нгуена 16:21, 21:15, 15:21. На чемпионате мира 2009 года Нгуен впервые в карьере пробился в третий раунд чемпионата мира, где уступил первому номеру рейтинга малайзийцу Ли Чонг Вею 13:21, 17:21. Для завоевания медали летних Азиатских игр 2010 года вьетнамскому бадминтонисту не хватило всего одной победы. Дойдя до четвертьфинала, Нгуен получил в соперники действующего чемпиона мира и Олимпийских игр китайца Линь Даня. Матч прошёл с заметным преимуществом китайского бадминтониста и завершился в двух партиях 21:9, 21:16 в пользу Линь Даня. На чемпионате мира 2011 года Нгуен, посеянный на турнире под 7-м номером, уверено дошёл до четвертьфинала, где в трёх партиях уступил Петеру Гаде. По результатам мирового рейтинга, опубликованного 3 мая 2012 года, Нгуен занял 11-е место и квалифицировался на летние Олимпийские игры в Лондоне.
На летних Олимпийских играх 2012 года произошли изменения в системе проведения соревнований в бадминтоне. Теперь спортсмены начинали борьбу за медали с группового этапа, по итогам которого один спортсмен выходил в стадию плей-офф. Соперниками Нгуена по группе D стали индийский бадминтонист Парупалли Кашьяп, которого он побеждал во втором раунде мирового первенства 2011 года, и бельгиец Юйхань Тань. В первом матче турнира Тьен Минь в трёх партиях одолел Таня (17:21, 21:14, 21:10). Для выхода в 1/8 финала вьетнамскому бадминтонисту необходимо было побеждать Кашьяпа, который также выиграл свой первый матч. Нгуен не смог навязать сопернику борьбу и уступил в двух партиях 9:21, 14:21, завершив свои выступления на Играх. Спустя две недели после окончания Игр Нгуен одержал победу на домашнем этапе мировой серии, победив в финале японца Такуму Уэду. В октябре Тьен Минь одержал вторую крупную победу, выиграв турнир в Тайване, в решающем поединке одолев хозяина турнира Чжоу Дяньчжэня 21:11, 21:17.
Свою самую значимую награду Нгуен Тьен Минь завоевал в августе 2013 года, став бронзовым призёром чемпионата мира в китайском Гуанчжоу. По ходу турнира Нгуен, посеянный под 7-м номером, одержал 4 победы, в том числе и над датчанином Яном Йоргенсеном, которого вьетнамский бадминтонист победил в четвертьфинале со счётом 21:8, 17:21, 22:20, тем самым гарантировав себе как минимум бронзовую медаль, а также став первым в истории Вьетнама призёром мирового первенства по бадминтону. Также в 2013 году на счету Нгуена значилась победа на Открытом чемпионате США. Спустя год вьетнамский бадминтонист смог защитить свой титул, вновь победив в финале Чжоу Дяпньчжэня. На Азиатских играх 2014 года Нгуен был близок к выходу в полуфинал соревнований, но в четвертьфинале уступил первому сеяному Ли Чонг Вею 23:21, 16:21, 17:21. Благодаря 32-й позиции в квалификационном мировом рейтинге Тьен Минь получил возможность выступить на своих третьих Олимпийских играх, став первым в истории вьетнамским спортсменом кому это удалось.
По результатам жеребьёвки одиночного мужского разряда на летних Олимпийских играх 2016 года в Рио-де-Жанейро Нгуен попал в группу E, где безоговорочным фаворитом в борьбе за единственную путёвку считался действующий двукратный олимпийский чемпион китаец Линь Дань. Как и китайский бадминтонист Нгуен Тьен Минь одержал в первых двух матчах две победы. В итоге обладатель путёвки в плей-офф определялся в очной встрече двух спортсменов. Ни в одной из двух проведённых партий Нгуен не смог навязать серьёзную борьбу Линь Даню и уступил 7:21, 12:21.

## Результаты на крупных международных турнирах

### Олимпийские игры
| Олимпийские игры    | Посев | Раунд              | Соперник         | Счёт                  |
| ------------------- | ----- | ------------------ | ---------------- | --------------------- |
| Пекин 2008          |       | 2-й                | Се Юйсин         | П 16:21, 21:15, 15:21 |
| Лондон 2012         |       | Гр. D              | Юйхань Тань      | В 17:21, 21:14, 21:10 |
| Лондон 2012         | Гр. D | Парупалли Кашьяп   | П 9:21, 14:21    |                       |
| Рио-де-Жанейро 2016 |       | Гр. E              | Владимир Мальков | В 15:21, 21:9, 21:13  |
| Рио-де-Жанейро 2016 | Гр. E | Давид Оберностерер | В 21:18, 21:14   |                       |
| Рио-де-Жанейро 2016 | Гр. E | Линь Дань (3)      | П 7:21, 12:21    |                       |

### Чемпионат мира
| Чемпионат мира    | Посев | Раунд                 | Соперник              | Счёт                  |
| ----------------- | ----- | --------------------- | --------------------- | --------------------- |
| Анахайм 2005      |       | 1-й                   | Марк Цвиблер          | В 15:13, 17:16        |
| Анахайм 2005      | 2-й   | Петер Гаде (3)        | П 4:15, 6:15          |                       |
| Мадрид 2006       |       | 1-й                   | Клаус Раффайнер       | В 21:5, 21:10         |
| Мадрид 2006       | 2-й   | Чэнь Цзинь (3)        | П 16:21, 13:21        |                       |
| Куала-Лумпур 2007 |       | 1-й                   | Симон Сантосо (16)    | П 22:20, 11:21, 19:21 |
| Хайдарабад 2009   | 14    | 1-й                   | Петр Коукал           | В +/-                 |
| Хайдарабад 2009   | 14    | 2-й                   | Брис Левердес         | В 21:14, 21:16        |
| Хайдарабад 2009   | 14    | 3-й                   | Ли Чонг Вей (1)       | П 13:21, 17:21        |
| Париж 2010        | 7     | 1-й                   | Валерий Атращенков    | В 21:16, 21:14        |
| Париж 2010        | 7     | 2-й                   | Рауль Муст            | В 21:14, 21:16        |
| Париж 2010        | 7     | 3-й                   | Пак Сун Хван (14)     | П 15:21, 14:21        |
| Лондон 2011       | 7     | 1-й                   | Миша Зильберман       | В 21:10, 21:14        |
| Лондон 2011       | 7     | 2-й                   | Парупалли Кашьяп      | В 24:22, 17:21, 22:20 |
| Лондон 2011       | 7     | 3-й                   | Бунсак Понсана (10)   | В 21:11, 21:15        |
| Лондон 2011       | 7     | 1/4                   | Петер Гаде (3)        | П 21:17, 19:21, 13:21 |
| Гуанчжоу 2013     | 7     | 1-й                   | Джо У                 | В 21:8, 21:11         |
| Гуанчжоу 2013     | 7     | 2-й                   | Дитер Домке           | В 24:22, 21:17        |
| Гуанчжоу 2013     | 7     | 3-й                   | Пабло Абиан           | В 15:21, 21:9, 21:10  |
| Гуанчжоу 2013     | 7     | 1/4                   | Ян Йоргенсен (9)      | В 21:8, 17:21, 22:20  |
| Гуанчжоу 2013     | 7     | 1/2                   | Линь Дань             | П 17:21, 15:21        |
| Копенгаген 2014   |       | 1-й                   | Говард Шу             | В 21:16, 21:17        |
| Копенгаген 2014   | 2-й   | Пабло Абиан           | В 21:7, 19:21, 21:10  |                       |
| Копенгаген 2014   | 3-й   | Виктор Аксельсен (14) | П 16:21, 17:21        |                       |
| Джакарта 2015     |       | 1-й                   | Ли Дон Гын            | В 21:13, 20:22, 21:15 |
| Джакарта 2015     | 2-й   | Парупалли Кашьяп (10) | В 17:21, 21:13, 21:18 |                       |
| Джакарта 2015     | 3-й   | Кэнто Момота (4)      | П 15:21, 16:21        |                       |